# Александровка (Волоконовский район)
Александровка — село в Волоконовском районе Белгородской области России. В составе Голофеевского сельского поселения.

## География
Расположено в юго-восточной части Белгородской области, в верхнем течении малой реки под названием Голофеевский Сазан (левый приток Оскола, бассейн Северского Донца), в 9 км по прямой к юго-востоку от районного центра Волоконовки. Ближайшие населённые пункты: Голофеевка на юго-западе (ниже по руслу Голофеевского Сазана), Хмелевец на юго-востоке, Фощеватово на востоке, Красная Нива на севере.
В Волоконовском районе имеется ещё два населённых пункта с перекликающимися названиями (оба на реке Волчьей): Новоалександровка — в 27,5 км по прямой к северо-западу; Волчья Александровка — в 28 км по прямой к западо-северо-западу. Самый близко расположенный одноимённый топоним в Белгородской области — в соседнем Шебекинском районе (в 33 км в том же, северо-западном, направлении).

## История
В 1900 году в Хмелевской волости Валуйского уезда, «при реке Сороке», при Харьковско-Балашовской Юго-Восточной железной дороге, существовала слобода Александровка, где наличествовали церковь, общественное здание, винная лавка.
С июля 1928 года слобода Александровка в Голофеевском сельском совете Волоконовского района.
В 1950-е годы слобода Александрова в Погромском сельсовете Волоконовского района.
В 1997 году село Александровка в составе Голофеевского сельского округа Волоконовского района.

## Население
В 1900 году в слободе Александровке имелось 106 дворов, 746 жителей (375 мужского и 371 женского пола); в 1931 году в ней — 882 жителя.
В январе 1979 года в селе Александровка Голофеевского сельсовета Волоконовского района было 502 жителя, в январе 1989 года — 366 (155 мужчин и 211 женщин).
В 1997 году в селе Александровке — 76 домовладений, 186 жителей.
| 1859 | 1897 | 2002 | 2010 |
| ---- | ---- | ---- | ---- |
| 1060 | ↘700 | ↘163 | ↘117 |